# Sandy Island (Nova Kaledonija)
Sandy Island (fra. Île de Sable) je fantomski otok za koji su neke baze podataka, poznati svjetski atlasi i zemljovidi smatrale da postoji. 
Lokacija za koji se vjerovalo da se nalazi jest u Koraljnom moru između Nove Kaledonije i Australije.
Dimenzije kojim ga prikazuju su 15 milja s tri milje na Google Mapsu; veličine je Manhattana na Google Earthu.
Objavile su ga razna izdanja, čak i najveći autoriteti u tom području. Nalazi se barem 116 godina, što je posljedica toga što su u 19. stoljeću kartografi prikupljali podatke od raznih izvora, među njima istraživačima i čak mornarima, tako da se nikad nije moglo imati savršen zemljovid.
Neki ga svjetski zemljovidni servisi imaju na svojim zemljovidima, među ostalim i Google Maps, iako ne postoji. Na Google Earthovom početnom pogledu, otočno područje pokrivaju crni pikseli, ali opcija kojom se prikazuje povijesni prikaz sadrži satelitsku sliku južnog dijela koju je uslikao DigitalGlobe 3. ožujka 2009. koja prikazuje zatamnjeno područje.
Timesov atlas svijeta je od 1967. identificirao ovaj otok kao Sable Island, otok koji se nalazi u francuskim teritorijalnim vodama. Timesov atlas svijeta je bio jedan od rijetkih izdanja koji ga je maknuo sa zemljovida kad je 1999. dobio nove batimetrijske podatke. Također se ne pojavljuje ni na francuskim zemljovidima nakon 2000. godine. Mjesni meteorološki zemljovidi locirali su ga na 700 milja od Brisbanea u Australiji.
Radioamateri su prvi došli na zamisao da ovaj otok zapravo ne postoji. To je bilo na ekspediciji DX-pedition travnja 2000. godine Primijetili su da neki zemljovidi prikazuju ovaj otok, a na nekim nije, kao što je izdanje Timesovog atlasa svijeta iz 1999. godine (10. izdanje).
Potvrdu da ovaj otok ne postoji dali su 2012. godine australski znanstvenici s istraživačkog broda RV Southern Surveyora koji su proučavali tektoniku ploča u tom pomorju. Dok su putovali, uočili su neslaganje među raznim zemljovidima te su odlučili otploviti onamo na mjesto gdje bi se trebao nalaziti taj otok te istražiti stvar. Ispostavilo se da ondje nema ničega, nego more duboko 1400 metara.
Australski hidrografski servis koji je odjel Australske kraljevske mornarice, kaže da mapiranje otoka kao stupica za plagijatore nije praksa kod nautičkih karata, kao što je to inače slučaj u kartografiji, kad se na zemljovide i kažipute ubacuje "lažne ulice radi hvatanja mogućih kršitelja autorskih prava, te stoga pripisuju ovaj otok ljudskoj pogrešci. Ako je otok ikad postojao, trebao bi biti unutar francuskih teritorijalnih voda.